# Дьяченко, Алексей Владимирович
Алексе́й Влади́мирович Дьяче́нко (род. 11 ноября 1978, Ленинград, СССР) — российский фехтовальщик, бронзовый призёр Олимпийских игр. Заслуженный мастер спорта России. Работает коммерческим пилотом в США.

## Спортивная карьера
На Олимпиаде в Афинах выиграл бронзовую медаль в командной сабле вместе с Сергеем Шариковым, Станиславом Поздняковым и Алексеем Якименко. В индивидуальном первенстве Дьяченко занял 17-е место.
Трёхкратный чемпион мира в командной сабле.

## Карьера пилота
В 2014 году начал обучение в США с целью получения лицензии коммерческого пилота. По окончании обучения летал вторым пилотом и командиром воздушного судна в бизнес-авиации на самолёте Pilatus PC-12 в авиакомпании Tradewind Aviation и на самолёте Embraer ERJ 145 в авиакомпании ExpressJet Airlines. С октября 2020 года работал вторым пилотом и командиром воздушного судна на самолёте Embraer ERJ 145 в компании CommutAir. С ноября 2022 работал вторым пилотом на самолёте Airbus A 320 в одной из крупнейших авиакомпаний США United. В настоящее время является командиром воздушного судна на самолёте Airbus A 320 в авиакомпании United.

## Образование
Выпускник Санкт-Петербургского колледжа олимпийского резерва № 1 и Российского государственного университета физической культуры.

## Семья
Мать — Наталья Александровна Дьяченко, заслуженный тренер России по фехтованию на саблях.
 
Отец — Владимир Владимирович Дьяченко.
 
Сестра Екатерина — чемпионка олимпийских игр в Рио-де-Жанейро (2016) по фехтованию на саблях.
 
Жена — Елизавета Владимировна Кирьянова, чемпионка России (2013, в команде) по фехтованию на саблях.